# Griffinia colatinensis
Griffinia colatinensis é uma espécie de planta do gênero Griffinia e da família Amaryllidaceae.  É considerada críticamente ameaçada.

## Taxonomia
A espécie foi descrita em 2000 por Pierfelice Ravenna.  Seu nome específico remete ao município de Colatina, sua única localização conhecida.

## Forma de vida
É uma espécie terrícola e herbácea. 

## Descrição
| Caule                  | Caule                  |
| ---------------------- | ---------------------- |
| bulbo                  | subterrâneo            |
| Folha                  |                        |
| pseudo peciolada       | sim                    |
| forma da lâmina        | estreitamente elíptica |
| ornamentação da lâmina | ausente                |
| base da lâmina         | atenuada               |
| ápice da lâmina        | agudo                  |
| Inflorescência         |                        |
| escapo                 | inteiro sólido         |
| bráctea espatacea      | fundido                |
| Flor                   |                        |
| odorífera              | não                    |
| forma do perigônio     | campanulado            |
| cor do perigônio       | lilás de base alvo     |
| perigônio              | sem mácula             |
| Fruto                  |                        |
| formato                | obovoide               |

## Conservação
A espécie faz parte da Lista Vermelha das espécies ameaçadas do estado do Espírito Santo, no sudeste do Brasil. A lista foi publicada em 13 de junho de 2005 por intermédio do decreto estadual nº 1.499-R. 
É considerada críticamente ameaçada.

## Distribuição
A espécie é encontrada no estado brasileiro do Espírito Santo. 
A espécie é encontrada no domínio fitogeográfico de Mata Atlântica, em regiões com vegetação de mata ciliar e floresta estacional semidecidual.